# Heinz Heuer
Heinz Heuer (* 27. Januar 1930 in Hoya; † 2. Juli 2005 in Bremen) war Ehemann von Martha Heuer, deutscher Politiker und Mitglied der Bremischen Bürgerschaft (SPD).   

## Biografie
Heuer war u. a. als Lagerarbeiter in Bremen tätig. Nach seinem Tod wurde er auf dem Friedhof Bremen-Osterholz beerdigt.

### Politik
Heuer war Mitglied der SPD und im Ortsverein Gröpelingen in verschiedenen Funktionen aktiv. Er war für die SPD von 1967 bis 1975 in der 8. und 9. Wahlperiode acht Jahre lang Mitglied der Bremischen Bürgerschaft. Er war in der Bürgerschaft in verschiedenen Deputationen tätig. Die Novellierung des Bremischen Personalvertretungsrechts war ihm politisch ein wichtiges Anliegen. Er hat dazu viele Personalräte beraten.
Er war für die Gewerkschaft Gewerkschaft Öffentliche Dienste, Transport und Verkehr (ÖTV) aktiv.